# Uranoscodon superciliosus
Uranoscodon superciliosus är en ödleart som beskrevs av Carl von Linné 1758. Uranoscodon superciliosus ingår i släktet Uranoscodon och familjen Tropiduridae. Inga underarter finns listade i Catalogue of Life.
Arten förekommer i Amazonområdet i Brasilien samt i regionen Guyana, södra Venezuela, södra Colombia, östra Ecuador och östra Peru. Kanske når arten norra Bolivia. Exemplaren lever i skogar ofta nära vattendrag. De klättrar i den låga växtligheten upp till 2,5 meter över marken. Uranoscodon superciliosus går sällan på marken. Vid fara hoppar den i vattnet. Födan utgörs av olika ryggradslösa djur. Honor lägger ägg.
För beståndet är inga hot kända. Hela populationen anses vara stabil. IUCN listar arten som livskraftig (LC).